# 誥升爰
誥升爰（？—309年），一作劉訓兜，西晉時匈奴支系鐵弗部首領，為前任首領劉去卑之子，夏國建立者劉勃勃之高祖父。

## 生平
272年（西晉武帝泰始八年），匈奴右賢王劉猛被部下所殺，後來右賢王（魏書作左賢王）劉去卑之子誥升爰即接管劉猛的部眾。
309年，誥升爰去世，子劉烏路孤繼立。後來劉勃勃稱帝後，將誥升爰追諡為元皇帝。

## 家庭

### 父
- 刘去卑，匈奴右贤王。

### 兄弟
- 刘猛，匈奴右贤王。

### 子
- 刘虎，匈奴支系铁弗部首领。

### 孙
- 刘务桓，刘虎子，娶代王拓跋什翼犍的女儿。

## 关系争议
《魏书·铁弗刘虎传》中认为刘虎是刘猛的从子，即诰升爰是刘猛的从兄弟，而《新唐书·宰相世系表》记载劉猛是去卑的弟弟。
| 前任： 劉去卑 | 鐵弗部首領 272年－309年 | 繼任： 劉烏路孤 |